# Atanak
 (juillet 2020).
Atanak (en persan اتانك, également romanisé Ātānak) est un village du district rural de Kuhpayeh-e Sharqi, dans le district central de la préfecture d'Abyek, dans la province de Qazvin, en Iran. Au recensement de 2006, sa population était de 115 habitants, répartis dans 36 familles.